# Fritz Haring
Fritz Haring (* 11. Januar 1907 in Dessau; † 24. September 1990 in Göttingen) war ein deutscher Hochschullehrer für Tierzucht.

## Leben
Nach dem Abitur in Ballenstedt war er von 1925 bis 1928 Lehrling und Verwalter bei der Zuckerfabrik in Hoym. Danach studierte er Agrarwissenschaft an der Universität Jena und der Friedrichs-Universität Halle. 1929 wurde er Mitglied des Corps Guestphalia Jena. 1932/33 war er wissenschaftlicher Assistent der Versuchswirtschaft für Schweinehaltung Ruhlsdorf. Dabei promovierte er am Institut für Tierzucht und Molkereiwesen in Halle bei Gustav Frölich zum Dr. rer. nat. 1934 begann er hier eine neue Tätigkeit, wurde wissenschaftlicher Mitarbeiter für die staatliche Schweinemastleistungsprüfung in Lettin (Halle) und befasste sich auch mit Fütterungsversuchen bei Milchkühen und Schweinen. Ab 1937 war er Hauptgeschäftsführer des Reichsverbandes Deutscher Schweinezüchter e. V. – dem Reichsnährstand angegliedert –  in Berlin sowie Schriftleiter der Zeitschrift Schweinezucht, Schweinemast und Schweinehaltung. Im August 1944 eingezogen, erlitt er noch im letzten Kriegsjahr eine schwere Verwundung.
1946 kehrte Haring nach Halle zurück und wurde Referent für Tierhaltung und -zucht in der Arbeitsgemeinschaft der Versuchsgüter der Martin-Luther-Universität Halle zur Koordination der wissenschaftlichen Aufgaben. Hier beriet er u. a. die Wirtschaftsleiter von 9 Betrieben in der Provinz Sachsen (ab 1947 Sachsen-Anhalt) beim Aufbau von Schweine-Herdbuchzuchten. Daneben übernahm er Vorlesungen an der Universität, habilitierte Anfang 1949 bei Joachim-Friedrich Langlet für das Fachgebiet Tierzucht und Fütterungslehre und wurde Dozent. Im April desselben Jahres erhielt Haring die Berufung als Professor mit Lehrstuhl für Tierzucht an der Universität Rostock und gleichzeitig als Leiter des Zentrums für Tierzucht (gegründet 1939 als Kaiser-Wilhelm-Institut für Tierzuchtforschung, ab 1946 Zentralforschungsanstalt für Tierzucht) in Dummerstorf bei Rostock.
Im August 1952 folgte er dem Ruf der Georg-August-Universität Göttingen auf den Lehrstuhl für Tierzucht. Damit war er Direktor des Instituts für Tierzucht und Haustiergenetik. Schwerpunkte der wissenschaftlichen Arbeit waren die züchterische Verbesserung der quantitativen und qualitativen Leistungseigenschaften landwirtschaftlicher Nutztiere (Steigerung der Milchleistung, Erhöhung und Qualitätsverbesserung der Fleischerzeugung bei Rind, Schwein, Schaf, Geflügel) unter gleichzeitiger Erhöhung der Fortpflanzungsleistungen. Durch die Züchtung des Göttinger Minischweines (ab 1960) wurden Modelltiere für die Grundlagenforschung auf vielen Gebieten wirksam. Schließlich ließ Haring die Steigerung der Tierproduktion an tropischen und subtropischen Standorten als wichtiges Tätigkeitsfeld zur besseren Nahrungsversorgung in diesen Regionen bearbeiten.
In 23 Jahren als akademischer Lehrer in Rostock und Göttingen betreute er 231 Diplomarbeiten, 134 Dissertationen und 8 Habilitationsschriften. Viele seiner ehemaligen Mitarbeiter wirkten später in der Wissenschaft (15 als Professoren), in der staatlichen Tierzuchtverwaltung, in Verbänden, im Schuldienst oder in der Wirtschaft. Die Ergebnisse der Forschungsarbeiten wurden in über 400 wissenschaftlichen Veröffentlichungen sowie in 6 Lehr- und Handbüchern publiziert. Haring setzte sich auch besonders dafür ein, dass zahlreiche ausländische Personen in Göttingen studieren bzw. am Tierzuchtinstitut  promovieren und bedeutende Wissenschaftler als Gäste in Vorlesungen und Vorträgen hier ihre Erkenntnisse und Erfahrungen übermitteln konnten.

## Ehrenämter
Haring wirkte in mehreren Fachgremien (auf Landes-, Bundes- und internationaler Ebene) bei der Lösung aktueller Aufgabenstellungen zur Steigerung und Verbesserung der tierischen Erzeugung aktiv und gestaltend mit.
- Okt. 1951 bis 1. Aug. 1952 Sekretär der Sektion Tierzüchtung und Tierernährung der Deutschen Akademie der Landwirtschaftswissenschaften zu Berlin (DAL)
- Mitarbeit in Kommissionen niedersächsischer Tierzuchtverbände
- Mehrfacher Obmann und Berichterstatter bei regionalen und nationalen Tierschauen
- Vorsitzender des Arbeitsausschusses für Fleischerzeugung der Deutschen Gesellschaft für Züchtungskunde e. V. (DGfZ)
- Ab 1954 Mitglied der deutschen Delegation in der Studienkommission für Schweineproduktion der Europäischen Vereinigung für Tierzucht (EAAP)
- 1961 (in der Nachfolge von Sir John Hammond) Vorsitzender der Studienkommission für Schweineproduktion der EVT
- 1960 mitarbeitendes Mitglied der Societa Italiana per il progresso della Zootecnici (Mailand)
- 1965 Mitglied des Expert Panel on Animal Production and Climatology der FAO (spezielle für Schafzucht)
- Juli/August 1965 FAO-Consultant für Kenia, Tansania und Uganda
- Juli 1966 in Göttingen: „The FAO International Conference on Animal Husbandry Education“  (Die Internationale FAO-Konferenz zur Entwicklung der Tierhaltung)
- Teilnahme an Tagungen und Kongressen in der Sowjetunion, den USA, in Kanada, Afrika und allen westeuropäischen Ländern

## Hauptwerk
- Fruchtbarkeit und Fruchtbarkeitsvererbung in der Edelschweinzucht in der Provinz Sachsen. Diss. an der Naturwiss. Fakultät Halle, 1934, Neudamm : Neumann; 1934
- Versuche zur Prüfung der Möglichkeit einer stärkeren Verfütterung von deutschem Rapskuchenmehl an Milchkühe. Mit Gustav Frölich, Berlin : Parey, Kühn-Archiv, Bd. 40, 1935, H. 2, S. 25–48;
- Versuche zur Prüfung der eiweißsparenden Wirkung der Melasse bei wachsenden Schweinen. Mit Gustav Frölich. Berlin: Parey, Kühn-Archiv, Bd. 40, 1935, H. 2, S. 25 S. – Sonderdruck.
- Versuche zur Feststellung der eiweißsparenden Wirkung von Melasse bei Milchkühen. Mit Gustav Frölich. Berlin : Parey, Kühn-Archiv, Bd. 40, 1935, H. 3, S. 49–77
- Die Schweinezucht in den einzelnen Zuchtgebieten. Forschungsdienst Bd. 1, 1936
- Rapskuchenmehl und Rapsextraktionsschrot verschiedener Herkunft und Zubereitung als Eiweißfutter in der Schweinemast. Mit Gustav Frölich und Ulrich Höcker. Parey, Kühn-Archiv, Bd. 43, 1937, H. 1, 11. Sonderband für Tierzucht, 29 S.;
- Eberkörungen 1937. Neudamm und Berlin : Neumann, 1938, 40 S.
- Mast- und Schlachteigenschaften und ihre Beziehungen zum Typ verschiedener Schweinerassen und deren Kreuzungen. Hab.-Schrift Landw. Fak. Halle, 1949
- Fünf Jahrzehnte deutsche Edelschweinzucht. Mit Gundula Bornemann. In: Tierzucht, 5. Jg., 1951, H. 10, S. 303, H. 11, S. 347
- Leistungssteigerung beim Harzer Rotvieh. Mit Wolfgang Zaage, Frankfurt (Main) : Verlag Kommentator, 1954, 77 S.;
- Pareys Landwirtschafts-Lexikon; Bd. 1: A – K ; mit Ludwig Wilhelm Ries und Ernst Klapp. Hamburg : Parey, 7., völlig neu gest. Aufl., 1956, 414 S.
- Handbuch der Tierzüchtung. Hamburg : Parey. Bd. 1. Biologische Grundlagen der tierischen Leistungen. Unter Mitwirkung von Allan Bane (u. a.) hrsg. von John Hammond; Ivar Johansson. 1958, 527 S.;
- Handbuch der Tierzüchtung. Hamburg : Parey. Bd. 2. Haustiergenetik. Unter Mitwirkung von Allan Bane (u. a.) hrsg. von Ivar Johansson. 1959, 595 S.,  mit 200 Abb.;
- Handbuch der Tierzüchtung. Hamburg : Parey. Bd. 3. Rassenkunde. Hrsg. von Fritz Haring.
  - Halbband 1: Allgemeine Einführung, Pferde-, Rinderrassen. 1961, 496 S., m. 350 Abb.;
  - Halbband 2: Schweine-, Schaf-, Ziegen-, Geflügelrassen, Pelztiere, Kaninchen, 1961, 465 S., mit 443 Abb.;
- Berichterstattungen zum Teil Schweine bei der Wanderausstellung der Deutschen Landwirtschafts-Gesellschaft 1959, Schweinezucht und Schweinemast, 7, 1959, S. 129–131.
- Züchtung eines deutschen Fleischschweines. In: Züchtungskunde, 33, 1961
- Probleme der tierzüchterischen Forschung auf dem Gebiete der Fleischerzeugung. In: Züchtungskunde, 39, 1967, S. 432–443
- Festschrift zum 60. Geburtstag von Fritz Haring. Göttingen : Universität, 1967, 117 S.
- Festvorträge aus Anlaß des siebzigsten Geburtstages von Prof. Dr. Fritz Haring am 11. Januar 1977. Göttingen : Inst. für Tierzucht und Haustiergenetik. 1977, 40 Bl.
- Schafzucht. Unter Mitarbeit von Ruth Gruhn, Christian Brüne und Kurt Dedié. Stuttgart : Ulmer, 4. bis 7. Aufl.

## Ehrungen
- 1968 Uovo d’Oro (Goldenes Ei), Award der Universität Mailand für herausragende wissenschaftliche Beiträge
- 1976 Richard-Götze-Medaille der Arbeitsgemeinschaft Deutscher Rinderzüchter (ADR)
- 1977 Ehrenmitglied der Arbeitsgemeinschaft Deutscher Tierzüchter (ADT)
- 1982 Thaer-Thünen-Medaille in Silber der Albrecht-Thaer-Gesellschaft in Celle, Niedersachsen (zugleich im Namen der Landwirtschaftskammer Weser-Ems und der Landwirtschaftskammer Hannover)
- 1984 Hermann-von-Nathusius-Medaille in Gold der Deutschen Gesellschaft für Züchtungskunde (DGfZ)[7]
- 1987 Bundesverdienstkreuz I. Klasse

## Würdigung
Haring hat sich in der ersten Periode seines Schaffens neben züchterischen Fragen mit
vielfältigen Fütterungsversuchen befasst. In der Zeit als Hauptgeschäftsführer und Schriftleiter förderte er die Deutsche Schweinezucht und ihre Leistungsprüfung. Als Hochschullehrer praktizierte er eine fruchtbare Zusammenarbeit zwischen Wissenschaft und Praxis. Er erkannte wichtige Fragen in der Umstellung der Zuchtziele auf das Fleischschwein, der Entwicklung der Eigenleistungs- und Stationsprüfung auf Fleischleistung bei Rind und Schwein. Dabei suchten er und seine Mitarbeiter immer nach anwendungsorientierten Lösungen für die Züchter, den Wirtschaftszweig und die Verbraucher.